# Psychotria macgregorii
Psychotria macgregorii är en måreväxtart som beskrevs av Elmer Drew Merrill. Psychotria macgregorii ingår i släktet Psychotria och familjen måreväxter. Inga underarter finns listade i Catalogue of Life.